# René Allexandre
René Allexandre, né le 29 avril 1911 à Bondy et mort le 2 juillet 1991 au Raincy, est un archer français, spécialiste de l'arc classique olympique.

## Palmarès
- Championnats du monde
  -  Médaille d'or par équipes aux Championnats du monde 1931 à Lwów.
  -  Médaille de bronze individuelle aux Championnats du monde 1931 à Lwów.